# Thomas Dutton
Sir Thomas Dutton (Dutton, 1421. augusztus 1. – Blore Heath, 1459. szeptember 23.) középkori angol lovag volt, aki VI. Henrik angol király trónját védelmezve halt meg a rózsák háborújának Blore Heath-i ütközetében.
Életéről keveset tudni. Apja Sir John Dutton, anyja Margaret Savage volt. Családja a Chesire-i Dutton Hall birtokot tulajdonolta. Az eredeti épületet az 1930-as években átköltöztették Sussexbe; ma egy magániskola működik benne.
Sir Thomas Dutton Anne Tuchet-t, James Tuchet, Audley bárójának lányát vette feleségül. (Nevük Touchet alakban is használatos.) Tíz gyerekük született: Peter, Margaret, Anne, Isabel, Maud, John, Eleanor, Elizabeth, Alice és Laurence.
A lovag a lancasteriek oldalán harcolt a Blore Heath-i csatában, ahol testvérével, Johnnal, legidősebb fiával, Peterrel és apósával, Audley lordjával együtt elesett.

## Fordítás
- Ez a szócikk részben vagy egészben  a   Thomas Dutton című angol Wikipédia-szócikk ezen változatának fordításán alapul.  Az eredeti cikk szerkesztőit annak laptörténete sorolja fel. Ez a jelzés csupán a megfogalmazás eredetét és a szerzői jogokat jelzi, nem szolgál a cikkben szereplő információk forrásmegjelöléseként.